# Metánovské muzeum – Kabinet profesora Hrona
Metánovské muzeum – Kabinet profesora Hrona (jinak též Metánovské muzeum nebo také Kabinet profesora Hrona) je muzeum a památník v budově bývalé školy čp. 54 v Metánově, části obce Častrov. Muzeum bylo založeno 19. května 2007, zřizováno je Osvětovou společností Jakuba Hrona společně s obcí Častrov. Na budově bývalé školy je od roku 1995 umístěna pamětní deska Jakuba Hrona, tomu je muzeum věnováno. Správcem muzea je Jan Zeman.

## Expozice

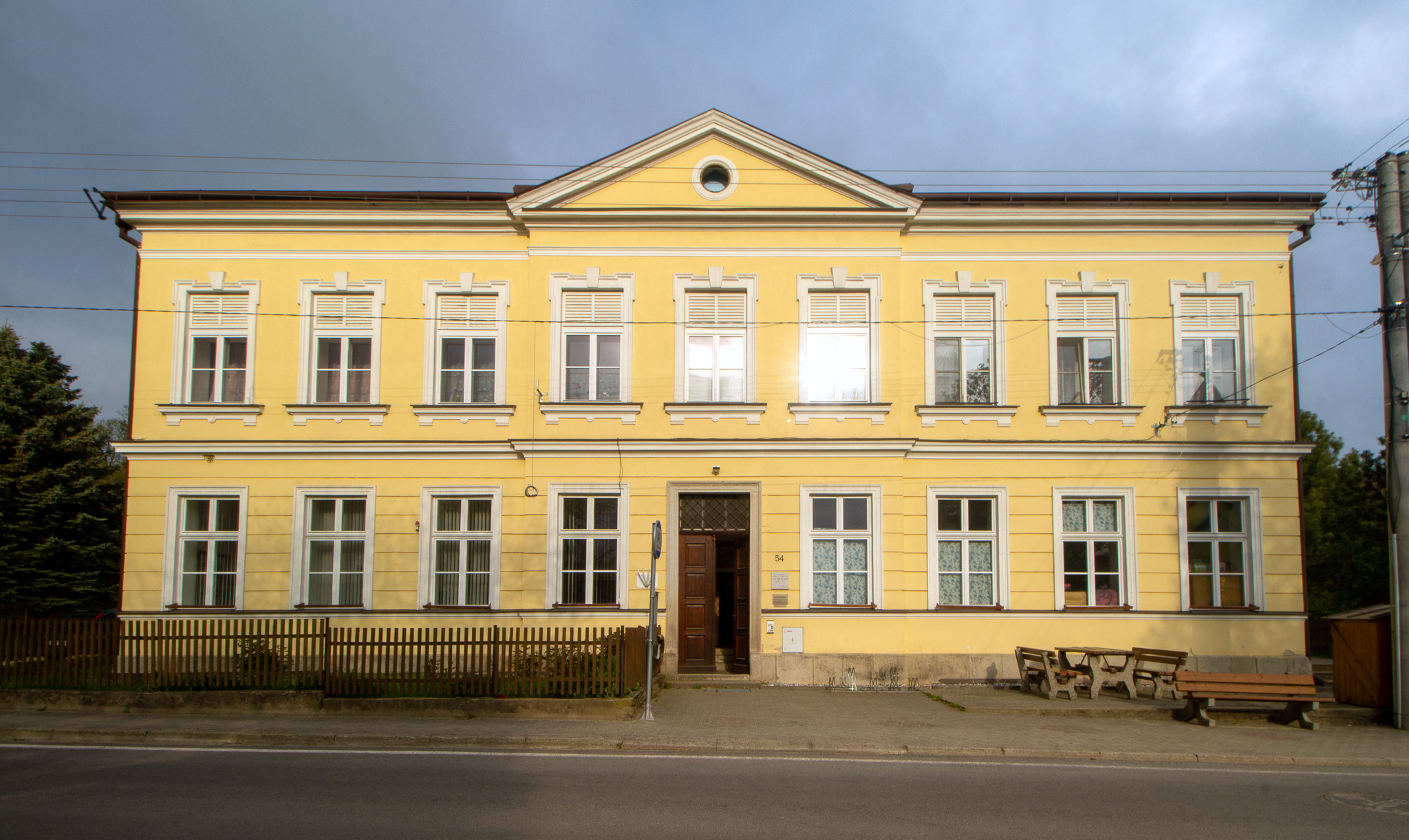
Průčelí muzea

V expozici jsou na pěti panelech uvedeny informace o osobě Jakuba Hrona Metánovského, ten se narodil 4. června 1840 v Metánově, kde také v 29. dubna 1921 zemřel. Ve sbírkách muzea jsou různé předměty upravené či vynalezené Jakubem Hronem, například jsou v muzeu seslíky pro sezení, uveden je také etalon metru, ruťáty (tj. předměty prostorového tvaru), dobové předměty denní potřeby či nejslavnější vynález Jakuba Hrona – buňát, tj. kalamář nezkotitelný, tento vynález byl patentován v roce 1891 a používal jej i Karel Čapek. Součástí muzea je také bronzová busta Jakuba Hrona, tu vyrobil sochař Libor Kaláb. V muzeu jsou také uvedeny tzv. Hronoviny (občasník Osvětové společnosti Jakuba Hrona) a kopie Hronových spisů. V druhé místnosti muzea jsou umístěny informace o malíři Františku Severovi.